# Jinnah International Airport
Jinnah International Airport (Sindhi: جيڻا بین الاقوامی ہواگاہ) (IATA: KHI, ICAO: OPKC), tidligere Quaid-e-Azam International Airport  (قاۂد اعظم بین الاقوامی ہوا), er Pakistans største lufthavn. Lufthavnen er beliggende i Karachi.
Lufthavnen er beliggende, hvor J. R. D. Tata, den civile luftfarts fader i Indien, landede efter at have fløjet sin jomfruflyvning fra Juhu Aerodrome i Bombay til Drigh Road airstrip (i dag Jinnah International Airport) den 15. oktober 1932 medbringende post i sit Puss Moth-fly. I 1940'erne husede området hangarer fra luftskibe og var under 2. verdenskrig luftbase for US Air Force og for det kinesiske luftvåben. Lufthavnen er opkaldt efter Muhammad Ali Jinnah, grundlæggeren og den første generalguvernør i Pakistan. 
Lufthavnen er i dag en moderne passagerlufthavn med to landingsbaner (3.400 meter og 3.200) og betjener årlig mere end 16 millioner passagerer. Lufthavnen fungerer som knudepunkt for PIA og en række af Pakistans øvrige luftfartsselskaber.
Jinnah Internatioanl Airport blev den 9. juni 2014 udsat for et terrorangreb af Taliban, der dræbte mindst 31 mennesker. Ved angrebet trængte en række taliban-tilhængere ind på lufthavnens område bevæbnet med automatvåben, håndgranater, raketter og andre sprængstoffer.

## Eksterne links
- Wikimedia Commons har flere filer relateret til Jinnah International Airport
- Lufthavnens hjemmeside

| Luftfart | Spire Denne artikel om flyvning er en spire som bør udbygges. Du er velkommen til at hjælpe Wikipedia ved at udvide den. |

24°54′24″N 67°09′39″Ø / 24.9067°N 67.1608°Ø